# Södra Härene distrikt
Södra Härene distrikt är ett distrikt i Vårgårda kommun och Västra Götalands län. 
Distriktet ligger nordost om Vårgårda. 

## Tidigare administrativ tillhörighet
Distriktet inrättades 2016 och utgörs av socknen Södra Härene i Vårgårda kommun.
Området motsvarar den omfattning Södra Härene församling hade vid årsskiftet 1999/2000.